# ناحية خبات / رزكاري
ناحية خبات / رزكاري هي إحدى نواحي قضاء خبات الواقع غرب محافظة أربيل في العراق.